# 서울 용산구의 국회의원

## 행정구역 변천
- 1945년 8월 15일 경기도 경성부 용산구
- 1946년 8월 15일 경기도 서울시 용산구
- 1946년 9월 28일 서울특별시 용산구

## 서울 용산구의 역대 국회의원 일람
| 대수         | 이름           | 소속정당     | 임기                             | 선거구역 | 개표결과 |
| ------------ | -------------- | ------------ | -------------------------------- | --- | -------- |
| 제헌         | 김동원(金東元) | 한국민주당   | 1948년 5월 31일~1950년 5월 30일  | 용산구 일원(제9선거구) | 보기     |
| 제2대        | 황성수(黃聖秀) | 무소속       | 1950년 5월 31일~1954년 5월 30일  | 용산구 갑: 서계동 청파동1,2,3가 원효로1,2,3,4가 청암동 문배동 신계동 신창동 효창동 용문동 도원동 산천동 이촌동 한강로2,3가 용산동3,5,6가                |          |
| 제2대        | 남송학(南松鶴) | 대한국민당   | 1950년 5월 31일~1954년 5월 30일  | 용산구 을: 후암동 갈월동 남영동 한강로1가 이태원동 용산동1,2,4가 서빙고동 동빙고동 주성동 한남동 보광동                                                 |          |
| 제3대        | 남송학(南松鶴) | 자유당       | 1954년 5월 31일~1958년 5월 30일  | 용산구 갑: 서계동 청파동1,2,3가 원효로1,2,3,4가 청암동 문배동 신계동 신창동 효창동 용문동 도원동 산천동 이촌동 한강로2,3가 용산동3,5,6가                |          |
| 제3대        | 황성수(黃聖秀) | 자유당       | 1954년 5월 31일~1958년 5월 30일  | 용산구 을: 후암동 갈월동 남영동 한강로1가 이태원동 용산동1,2,4가 서빙고동 동빙고동 주성동 한남동 보광동                                                 |          |
| 제4대        | 엄상섭(嚴詳燮) | 민주당       | 1958년 5월 31일~1960년 7월 28일  | 용산구 갑: 원신동 심원동 서계동 청파1가동 청파2가동 청파3가동 원효로1가동 원효로2가동 효창동 용문동 도원동 한강로3가동 문계동 한강로2가1동 한강로2가2동 |          |
| 제4대        | 김원만(金元萬) | 민주당       | 1958년 5월 31일~1960년 7월 28일  | 용산구 을: 후암1동 후암2동 신흥동 동빙고동 서빙고동 한남동 갈월동 이태원1동 이태원2동 남영동 한강로1가동 해방동 보광동                                  |          |
| 제5대 민의원 | 장면(張勉)     | 민주당       | 1960년 7월 29일~1961년 5월 16일  | 용산구 갑: 원신동·심원동·서계동·청파1가동·청파2가동·청파3가동·원효로1가동·원효로2가동·효창동·용문동·도원동·한강로3가동·문계동·한강로2가1동·한강로2가2동 |          |
| 제5대 민의원 | 김원만(金元萬) | 민주당       | 1960년 7월 29일~1961년 5월 16일  | 용산구 을: 후암1동·후암2동·신흥동·동빙고동·서빙고동·한남동·갈월동·이태원1동·이태원2동·남영동·한강로1가동·용산동·보광동                                  |          |
| 제6대        | 서민호(徐珉濠) | 자유민주당   | 1963년 12월 17일~1965년 6월 5일  | 용산구 일원(제12선거구) |          |
| 제6대        | 김두한(金斗漢) | 한국독립당   | 1965년 11월 10일~1966년 9월 24일 | 용산구 일원(제12선거구) |          |
| 제7대        | 김원만(金元萬) | 신민당       | 1967년 7월 1일~1971년 6월 30일   | 용산구 일원(제12선거구) |          |
| 제8대        | 김원만(金元萬) | 신민당       | 1971년 7월 1일~1972년 10월 17일  | 용산구 일원(제15선거구) |          |
| 제9대        | 노승환(盧承煥) | 신민당       | 1973년 3월 12일~1979년 3월 11일  | 마포구·용산구 일원(제6선거구) |          |
| 제9대        | 김원만(金元萬) | 신민당       | 1973년 3월 12일~1979년 3월 11일  | 마포구·용산구 일원(제6선거구) |          |
| 제10대       | 노승환(盧承煥) | 신민당       | 1979년 3월 12일~1980년 10월 27일 | 마포구·용산구 일원(제7선거구) |          |
| 제10대       | 박경원(朴璟遠) | 민주공화당   | 1979년 3월 12일~1980년 10월 27일 | 마포구·용산구 일원(제7선거구) |          |
| 제11대       | 봉두완(奉斗玩) | 민주정의당   | 1981년 4월 11일~1985년 4월 10일  | 마포구·용산구 일원(제2선거구) |          |
| 제11대       | 김재영(金在映) | 민주한국당   | 1981년 4월 11일~1985년 4월 10일  | 마포구·용산구 일원(제2선거구) |          |
| 제12대       | 노승환(盧承煥) | 신한민주당   | 1985년 4월 11일~1988년 5월 29일  | 마포구·용산구 일원(제2선거구) |          |
| 제12대       | 봉두완(奉斗玩) | 민주정의당   | 1985년 4월 11일~1988년 5월 29일  | 마포구·용산구 일원(제2선거구) |          |
| 제13대       | 서정화(徐廷和) | 민주정의당   | 1988년 5월 30일~1992년 5월 29일  | 용산구 일원 |          |
| 제14대       | 서정화(徐廷和) | 민주자유당   | 1992년 5월 30일~1996년 5월 29일  | 용산구 일원 |          |
| 제15대       | 서정화(徐廷和) | 신한국당     | 1996년 5월 30일~2000년 5월 29일  | 용산구 일원 |          |
| 제16대       | 설송웅(偰松雄) | 새천년민주당 | 2000년 5월 30일~2004년 5월 29일  | 용산구 일원 |          |
| 제17대       | 진영(陳永)     | 한나라당     | 2004년 5월 30일~2008년 5월 29일  | 용산구 일원 |          |
| 제18대       | 진영(陳永)     | 한나라당     | 2008년 5월 30일~2012년 5월 29일  | 용산구 일원 |          |
| 제19대       | 진영(陳永)     | 새누리당     | 2012년 5월 30일~2016년 5월 29일  | 용산구 일원 |          |
| 제20대       | 진영(陳永)     | 더불어민주당 | 2016년 5월 30일~2020년 5월 29일  | 용산구 일원 |          |
| 제21대       | 권영세(權寧世) | 미래통합당   | 2020년 5월 30일~2024년 5월 29일  | 용산구 일원 |          |
| 제22대       | 권영세(權寧世) | 국민의힘     | 2024년 5월 30일~                 | 용산구 일원 |          |

## 같이 보기
- 용산구 (1988년 선거구)
- 서울 종로구의 국회의원
- 서울 중구의 국회의원
- 서울 마포구의 국회의원
- 서울 성동구의 국회의원
- 서울 서대문구의 국회의원